# Michael Balling

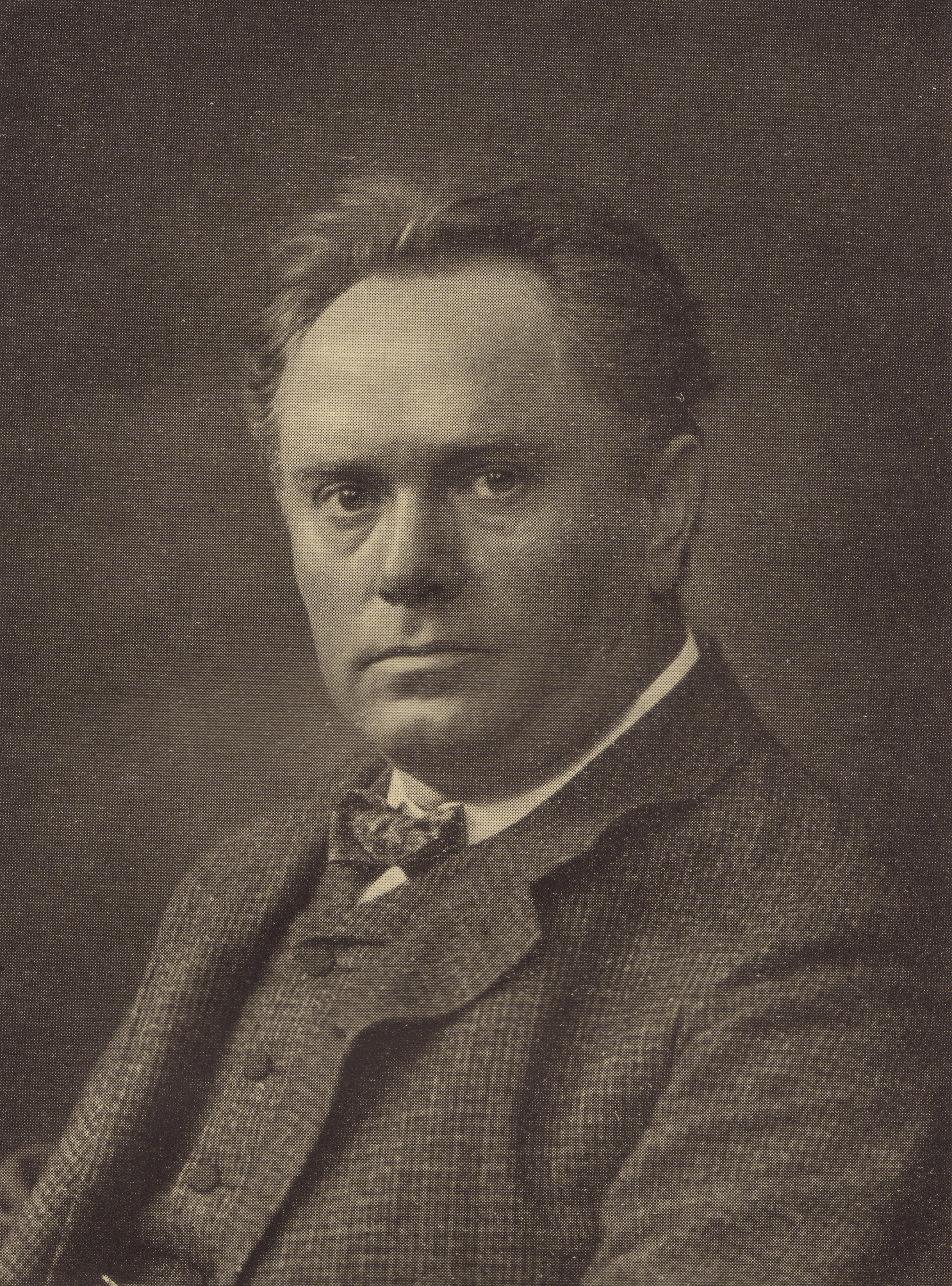
Michael Balling

Michael Josef Balling (* 27. August 1866 in Heidingsfeld; † 1. September 1925 in Darmstadt) war ein deutscher Bratschist und Dirigent.

## Leben und Wirken
Der Sohn eines Lithographen wuchs als jüngstes von sechs Kindern in ärmlichen Verhältnissen auf. Er sollte den Beruf eines Schuhmachers lernen, studierte jedoch, nachdem er Gesangsunterricht bekommen hatte, an der Musikhochschule Würzburg bei Hermann Ritter Bratsche.
Als Bratschist bekam er ein Engagement bei den Bayreuther Festspielen, wo ihn Felix Mottl „entdeckte“. 1896 bekam er in Bayreuth eine Anstellung als Assistent und leitete 1906 bis 1909 daselbst die Parsifal-Aufführungen.
Nach Engagements als Bratschist sowie als Dirigent an verschiedenen Orchestern (Hamburg, Lübeck, Breslau) wurde er 1904 Nachfolger von Felix Mottl als Hofkapellmeister an der Großherzoglich Badischen Hofkapelle Karlsruhe, wo er bis 1907 wirkte.
1912 wurde Balling Nachfolger von Hans Richter als Leiter des Hallé-Orchesters in Manchester und erhielt schließlich 1919 einen Ruf als Generalmusikdirektor des Landestheaters Darmstadt.
Balling kommt das Verdienst zu, die Werke von Richard Wagner in England sowie als Gastdirigent in Spanien, Australien und Neuseeland etabliert zu haben. In Neuseeland gründete er unter anderem auch das Konservatorium in Nelson (Neuseeland).
Die Werke Richard Wagners bildeten jedoch nur einen Schwerpunkt seiner Interpretationen. Er führte unter anderem auch die Bach-Passionen sowie die Bruckner-Messen in f-Moll und d-Moll auf. Auch hatte er Pfitzners Von deutscher Seele sowie das Stabat Mater von Dvořák im Repertoire. Am 29. Januar 1920 dirigierte er in Darmstadt die Uraufführung von Rezniceks Ritter Blaubart, am 26. Januar 1923 ebendort eine Neuproduktion von Schrekers Der ferne Klang.
Balling war in erster Ehe mit Mary Levi geb. Meyer, der Witwe des Dirigenten Hermann Levi, verheiratet.
Er wurde auf dem Waldfriedhof Darmstadt (Grabstelle: L 8b 52) bestattet.